# Sociedad Deportiva Bruno Villarreal
La Sociedad Deportiva Bruno Villarreal era un club de fútbol español, de la ciudad de Vitoria, provincia de Álava. Fue fundado en 1991 y desapareció en el año 2010.

## Historia
La Sociedad Deportiva Bruno Villarreal era un modesto club de fútbol de la ciudad de Vitoria, más concretamente del barrio de Coronación. Su nombre se debía precisamente a que la sede del club está ubicada en la calle Bruno Villarreal de dicho barrio. Bruno Villarreal fue un general alavés que luchó en las guerras carlistas del siglo XIX.
El Bruno Villarreal siempre militó en categorías regionales hasta que en la temporada 03-04 logró ascender a la 3.ª División, tras proclamarse campeón de la Regional Preferente. Solo pudo mantenerse una temporada en dicha categoría, que le resultó demasiado grande, ya que acabó en último lugar la temporada obteniendo solo 3 victorias y 16 puntos.
Desde entonces jugó en la Regional Preferente Alavesa, hasta que en junio de 2010 se hizo público que la entidad desaparecía por la falta de recursos económicos.

## Uniforme
- Uniforme titular: Camiseta blanqui-roja, pantalón azul y medias rojas.

## Estadio
El Bruno Villarreal no tenía campo propio, por lo que solía jugar habitualmente en el campo de fútbol de hierba artificial del centro cultural Lakua, en el vecino barrio de Lakua. Es un campo de hierba artificial de 104x64 metros.

## Datos del club
- Temporadas en 1ª: 0
- Temporadas en 2ª: 0
- Temporadas en 2ªB: 0
- Temporadas en 3ª: 1
- Mejor puesto en la liga: 20.º (Tercera división, Grupo IV temporada 04-05)